# Takydromus formosanus
Takydromus formosanus är en ödleart som beskrevs av  George Albert Boulenger 1894. Takydromus formosanus ingår i släktet Takydromus och familjen lacertider. Inga underarter finns listade i Catalogue of Life.
Denna ödla förekommer på västra Sri Lanka. Den lever i låglandet och i bergstrakter upp till 1500 meter över havet. Exemplaren vistas i gräsmarker och de har ryggradslösa djur som föda. Honor lägger mellan mars och augusti 2 till 4 ägg vid ett tillfälle.
För beståndet är inga hot kända och hela populationen bedöms som stabil. IUCN listar arten som livskraftig (LC).